# Na Černčí
Na Černčí je přírodní rezervace jižně od města Úštěk v okrese Litoměřice. Oblast spravuje Agentura ochrany přírody a krajiny ČR. Důvodem ochrany je území představující druhově nejbohatší lokalitu vstavačovitých rostlin a dalších ohrožených a chráněných rostlinných druhů v Úštěcké pahorkatině.